# ホッテントット・ドッグ
ホッテントット・ドッグ（英：Hottentot Dog）とは、南アフリカからローデシア地方を原産とする絶滅犬種である。コーイ（英：Khoi）、リッジ・ドッグ（英：Ridged dog）などとも言う。ローデシアン・リッジバックの先祖に当たる。
ホッテントット族の使っていた土着の猟犬に、ヨーロッパからの入植者の持ち込んだヨーロッパ産の犬との交雑が進んだものだが、1950年代頃、絶滅したという。ホッテントット・ドッグに関する最後の記録は、1955年にブッシュマンのリッジバック・ドッグ2頭が狩猟場の管理人に射殺されたというものという。
外見はアフリカニスと視覚ハウンドの中間のようで、頭が小さく、耳は耳先が細く、立ち耳、垂れ耳両方があり、毛並みは固く、通常はグレーであり、背中にはリッジバックという毛並みの向きが逆に生えた一本の筋があったという。性格は忠実であったともいう。